# كيم ماجنوسون (دراج)
كيم ماجنوسون (بالسويدية: Kim Magnusson)‏ هو دراج سويدي، ولد في 31 أغسطس 1992 في خوفدة في السويد.

## وصلات خارجية
- كيم ماجنوسون على موقع أرشيف الدراجات (الإنجليزية)
- كيم ماجنوسون على موقع إحصائيات الدراجات الإحترافية (الإنجليزية)
- كيم ماجنوسون على موقع نسبة الدراجات (الإنجليزية)